# Гаслох
Гаслох (нім. Hasloch) — громада в Німеччині, знаходиться в землі Баварія. Підпорядковується адміністративному округу Нижня Франконія. Входить до складу району Майн-Шпессарт. Складова частина об'єднання громад Кройцвертгайм.
Площа — 10,38 км2. Населення становить 1404 ос. (станом на 31 грудня 2020).

## Галерея

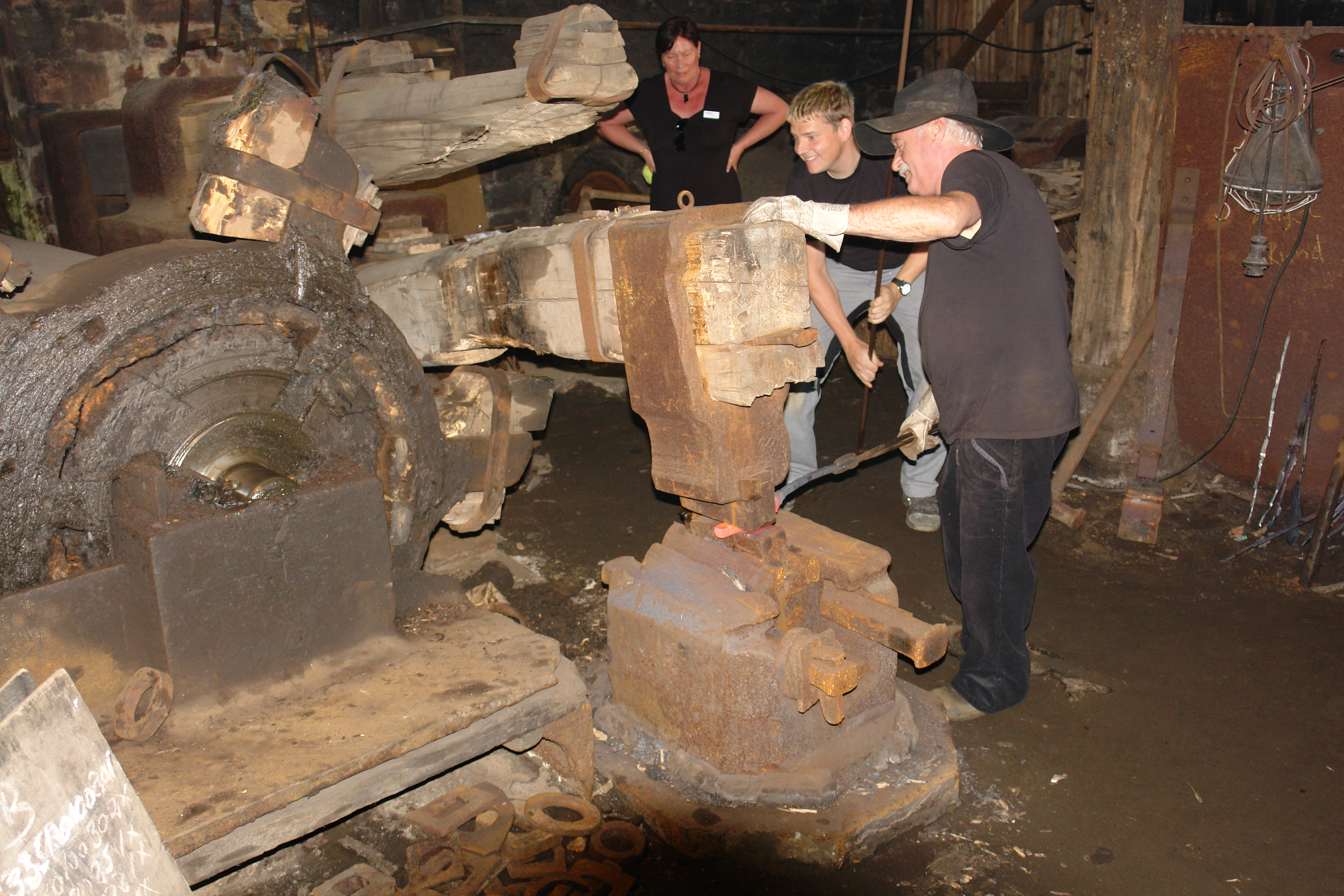